# Esafluoruro di selenio
L'esafluoruro di selenio è il composto inorganico con formula SeF6. In condizioni normali è un gas incolore, di odore pungente, non combustibile e molto tossico. Il composto non ha utilizzi commerciali rilevanti.

## Storia
Il primo a descrivere la reazione tra fluoro e selenio fu Henri Moissan nel 1900. L'esafluoruro di selenio fu isolato e caratterizzato per la prima volta nel 1906 da E. B. R. Prideaux.

## Sintesi
L'esafluoruro di selenio si prepara per sintesi diretta ad alta temperatura da fluoro e selenio in polvere:
Se (s) + 3 F2 (g) → SeF6 (g)
o anche per reazione tra BrF3 e SeO2.

## Struttura
L'esafluoruro di selenio è un composto molecolare. La molecola SeF6 ha geometria ottaedrica con distanze Se–F di 168,8 pm.

## Proprietà e reattività
In SeF6 il selenio raggiunge il suo stato di ossidazione massimo, +6, ma il composto è molto stabile e non mostra proprietà ossidanti. La reattività di SeF6 è molto simile a quella del suo omologo SF6, che è un gas particolarmente inerte. Tuttavia SeF6 mostra una maggiore reattività, e si idrolizza lentamente a contatto con acqua formando fluoruro di idrogeno e ossido di selenio. Si decompone inoltre in soluzioni acquose contenenti anioni ioduro o tiosolfato.

## Usi
L'esafluoruro di selenio trova un impiego limitato come isolante elettrico nella produzione di elettrodi per saldatura, raddrizzatori e semiconduttori.

## Tossicità / Indicazioni di sicurezza
L'esafluoruro di selenio è un gas fortemente tossico; per inalazione provoca gravi danni ai polmoni.